# Pierre Maurel de Pontevès
Pierre Maurel, seigneur de Pontevès, de Volonne et de Sainte-Catherine, né à Aix-en-Provence le 2 octobre 1601 et mort dans la même ville le 17 août 1672, est un riche commerçant et intendant général des Finances en la généralité d'Aix. Il est surnommé « Le Crésus de Provence ». 

## Biographie
Pierre Maurel descend d'une famille non noble, originaire de La Ciotat. Son père François Maurel, négociant en draps, possède le titre d'écuyer d'Aix. Il épouse le 13 novembre 1583 Sibylle de Trouilhas. De cette union naissent quatre enfants : Antoine, Pierre, Blaise et une fille dont on ignore le nom. 
Pierre Maurel, associé avec son frère aîné Antoine, surnommé « le général Maurel », fait le négoce des draps, puis à partir de 1633 devient contrôleur principal des Postes en la généralité de Provence. Les deux frères monopolisent très vite le service postal de toute la Provence. Ils étendent ainsi leurs relations commerciales et écoulent plus facilement leurs marchandises, ce qui leur permet de s'enrichir.
Le 11 décembre 1622 Pierre épouse Claude Saurat (parfois orthographié Seurat). Après le décès de cette dernière il épouse le 18 juin 1640 Suzanne de Laurens, puis redevenu veuf, il épouse le 3 septembre 1645 Diane de Pontevès, fille de Claude de Pontevès et d'Honorade de Castellane-Esparon. De ses trois mariages naissent dix-huit enfants.

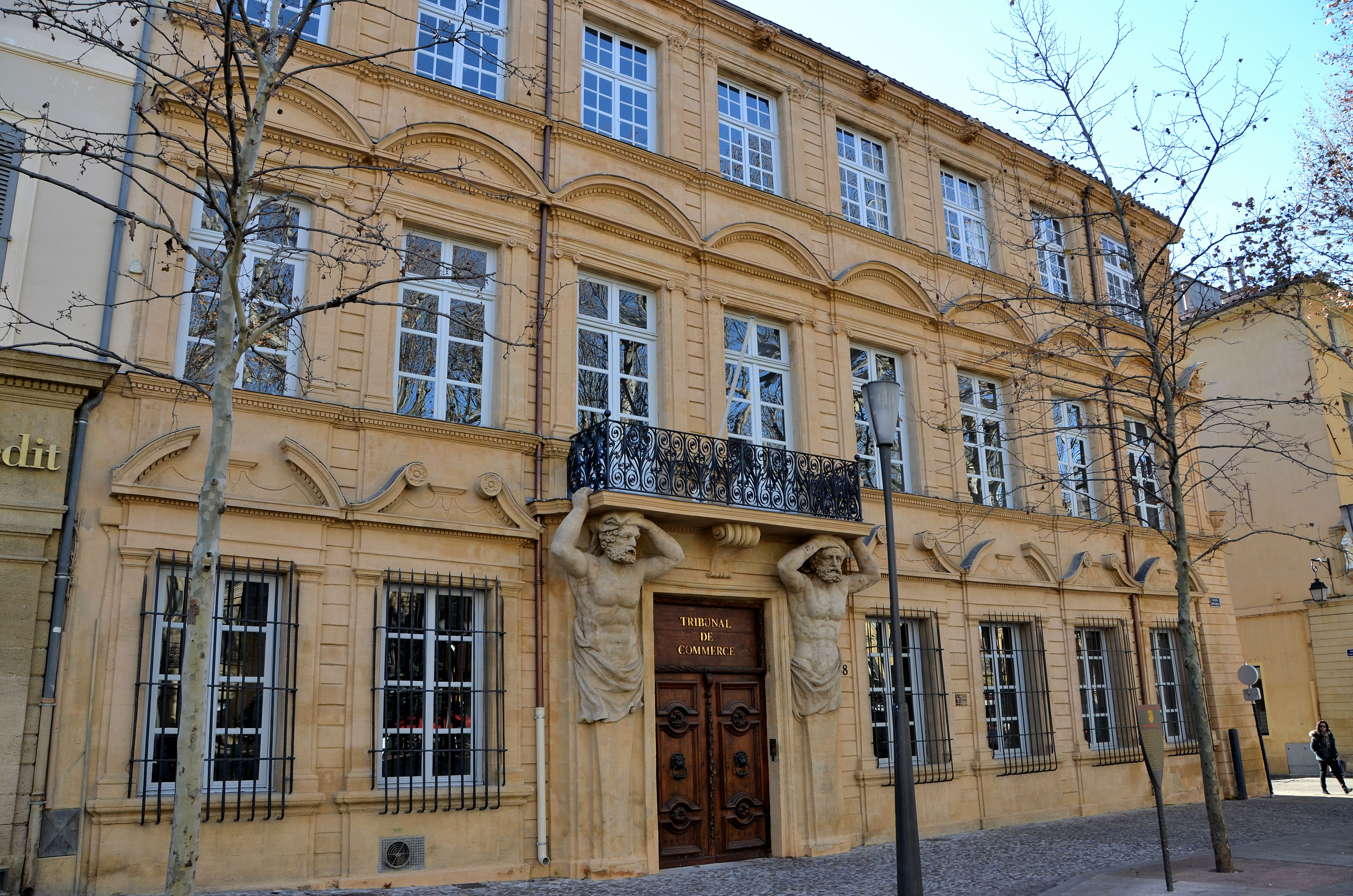
Hôtel Maurel de Pontevès à Aix

En 1647, il fait construire au no  38 du cours Mirabeau, quartier Mazarin, un magnifique hôtel particulier appelé hôtel Maurel de Pontevès ou hôtel d'Espagnet. C'est actuellement le tribunal de commerce.
En 1650, il achète à son neveu par alliance François II de Pontevès, dernier héritier de sa branche, les seigneuries de Pontevès et de Sainte-Catherine y compris terres et le château de Pontevès. Il entreprend, jusqu'en 1666, de grands travaux de rénovation et remanie totalement le château en le faisant décorer par Jean Daret.
En 1672, il obtient des lettres de réhabilitation de noblesse et meurt peu après.

## Armoiries
Les armoiries de Pierre Maurel de Pontevès sont d'or au cheval maure effaré de sable, au chef d'azur chargé de trois molettes d'or. Au cimier une tête de cheval, les supports composés de deux licornes d'argent.